# Mollahat
Mollahat är ett underdistrikt i Bangladesh. Det ligger i den centrala delen av landet, 110 km sydväst om huvudstaden Dhaka.
Trakten runt Mollahat består huvudsakligen av våtmarker. Runt Mollahat är det tätbefolkat, med 709 invånare per kvadratkilometer.